# Naringin
Naringin ist ein O–Glycosid des Flavanons Naringenin. Es ist in Pampelmusen, Grapefruits und Pomelos enthalten und verleiht ihnen den bitteren Geschmack. Naringin und sein Aglycon Naringenin gehören zur Stoffgruppe der natürlichen Polyphenole. Diese besitzen überwiegend antioxidative und lipidsenkende Wirkung.

## Vorkommen
Das bitter schmeckende Naringin ist das mengenmäßig wichtigste Flavanonglycosid neben einer Vielzahl von weiteren Flavan-Derivaten der Grapefruit (Citrus paradisi) und ihren Varietäten.

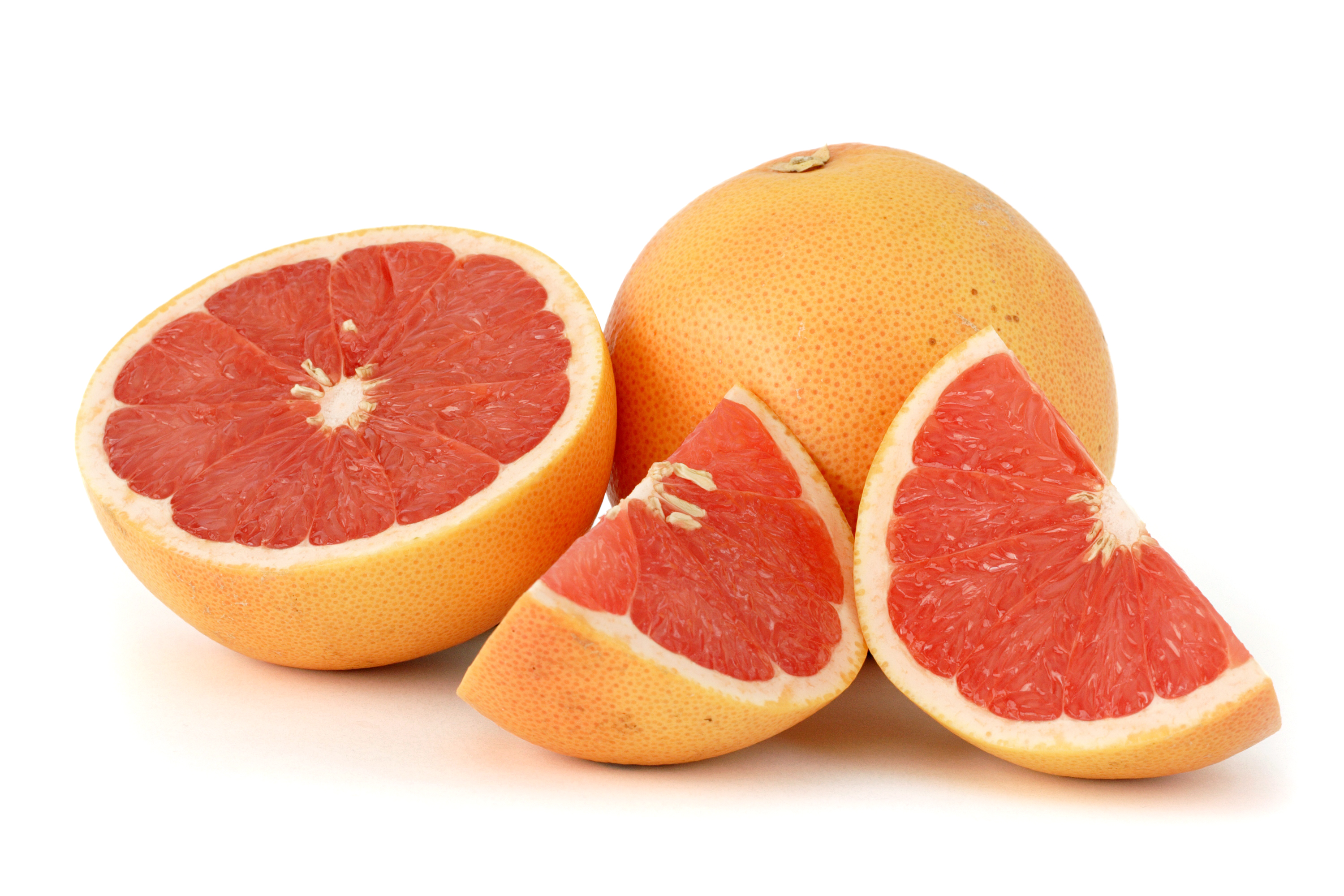
Grapefruit, hier mit rotem Fruchtfleisch
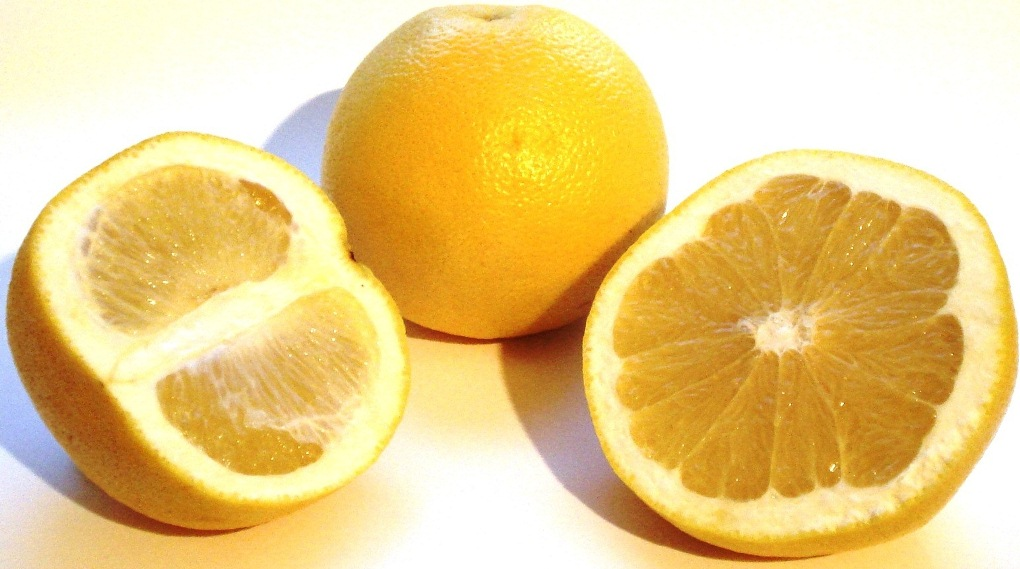
Grapefruit mit weißem Fruchtfleisch
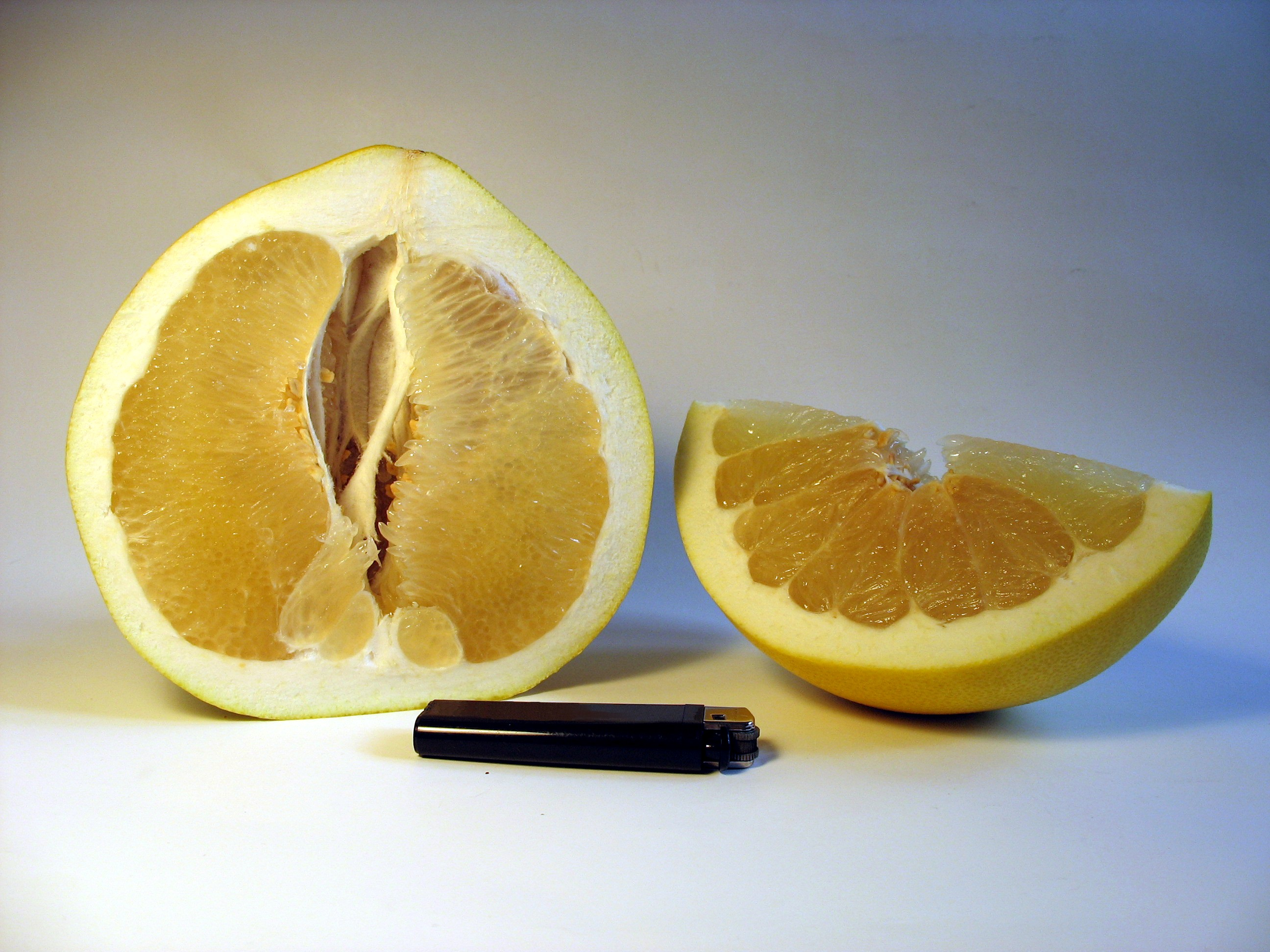
Pomelo

Die Mengenangaben liegen für die Grapefruit im Bereich von 100–800 ppm; in Orangen, Zitronen und Limetten ist Naringin hingegen nur in Spuren nachweisbar.

## Analytik
Zur qualitativen und quantitativen Bestimmung der Substanz kommt nach angemessener Probenvorbereitung die Kopplung der HPLC oder Gaschromatographie mit der Massenspektrometrie zur Anwendung.

## Wechselwirkungen mit Arzneistoffen
Im Körper wird Naringin von bakteriellen Enzymen zum Aglycon Naringenin und Naringin-Glucuroniden metabolisiert.
Naringin hat keinen direkten Einfluss auf die Wirksamkeit von Arzneistoffen. Die Abbauprodukte können aber – gemeinsam mit anderen Inhaltsstoffen der Grapefruit wie 6',7'-Dihydroxybergamottin und Bergamottin – die Wirkungen und Nebenwirkungen einiger Medikamente verstärken, da sie verschiedene Subtypen des Cytochrom P450 (CYP3A4, CYP1A2 und CYP2A6) inhibieren. Dadurch wird der Abbau der Wirkstoffe im Körper durch das Cytochrom P450 verlangsamt. Andere Medikamente können in ihrer Wirkung auch vermindert werden.